# Casella
Casella es un municipio italiano situado en la ciudad metropolitana de Génova, en Liguria. Tiene una población estimada, a fines de octubre de 2023, de 3060 habitantes.

## Evolución demográfica
| Gráfica de evolución demográfica de Casella entre 1861 y 2023 |
|                                                               |
| Fuente: ISTAT - Elaboración gráfica de Wikipedia              |